# Bajaguru, Tiptur
Bajaguru là một làng thuộc tehsil Tiptur, huyện Tumkur, bang Karnataka, Ấn Độ.